# Nyáraspatak
Nyáraspatak, más néven Nyáraspatka, Nyárospatak (románul Iarăși, Niarăși) falu Romániában, Erdélyben, Kovászna megyében.

## Fekvése
A Barcasági-medence északi részén, az Olt jobb partján található.

## Története
Román telepesfaluként jött létre, valószínűleg a 17. században. Később Hídvéghez csatolták.
1910-ben 330 lakosának 96%-a román nemzetiségű, 4%-a magyar volt.

## Népessége
2002-ben 503 lakója közül 62,2% román, 36% cigány, 1,6% magyar, 0,2% német volt.